# Szew mechaniczny

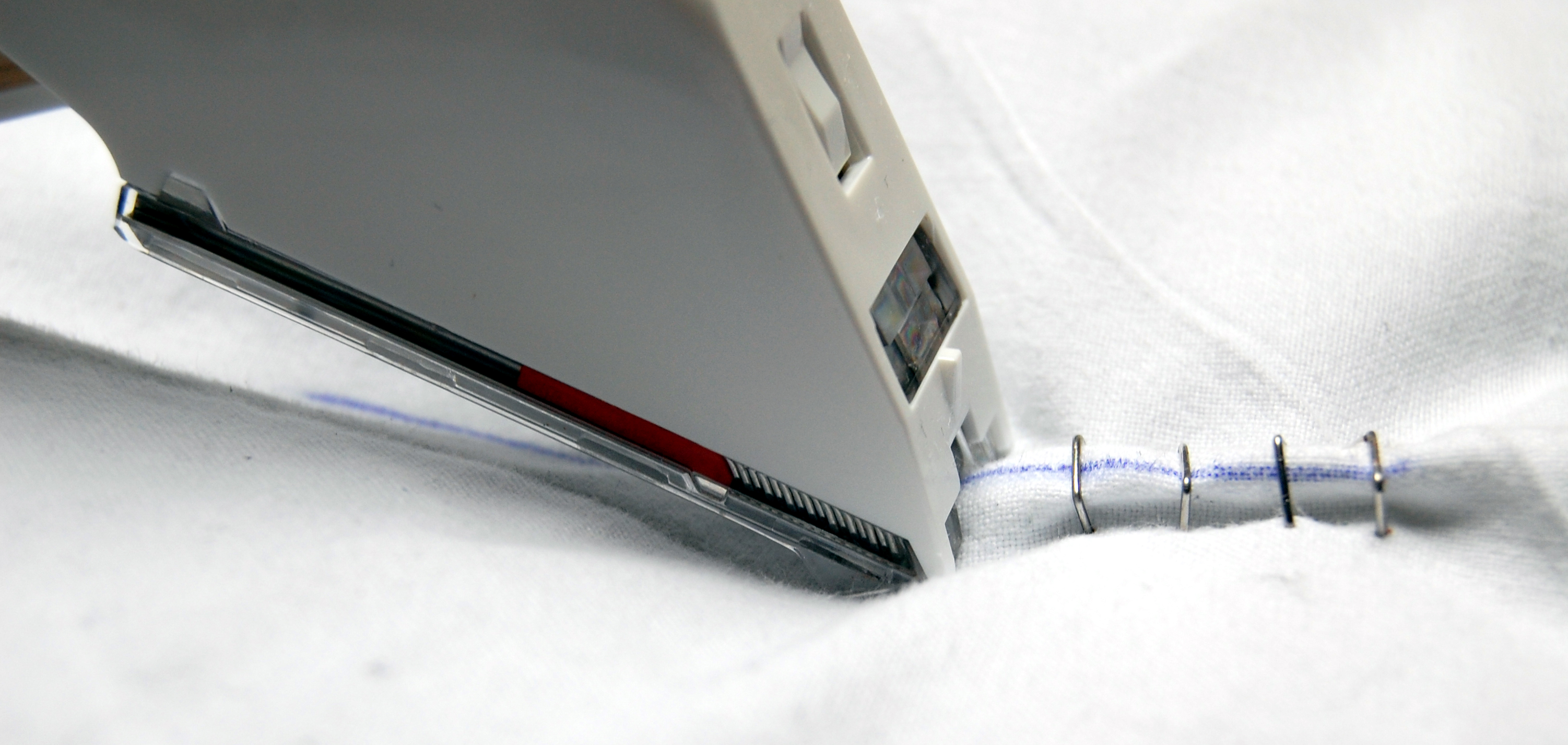
Stapler

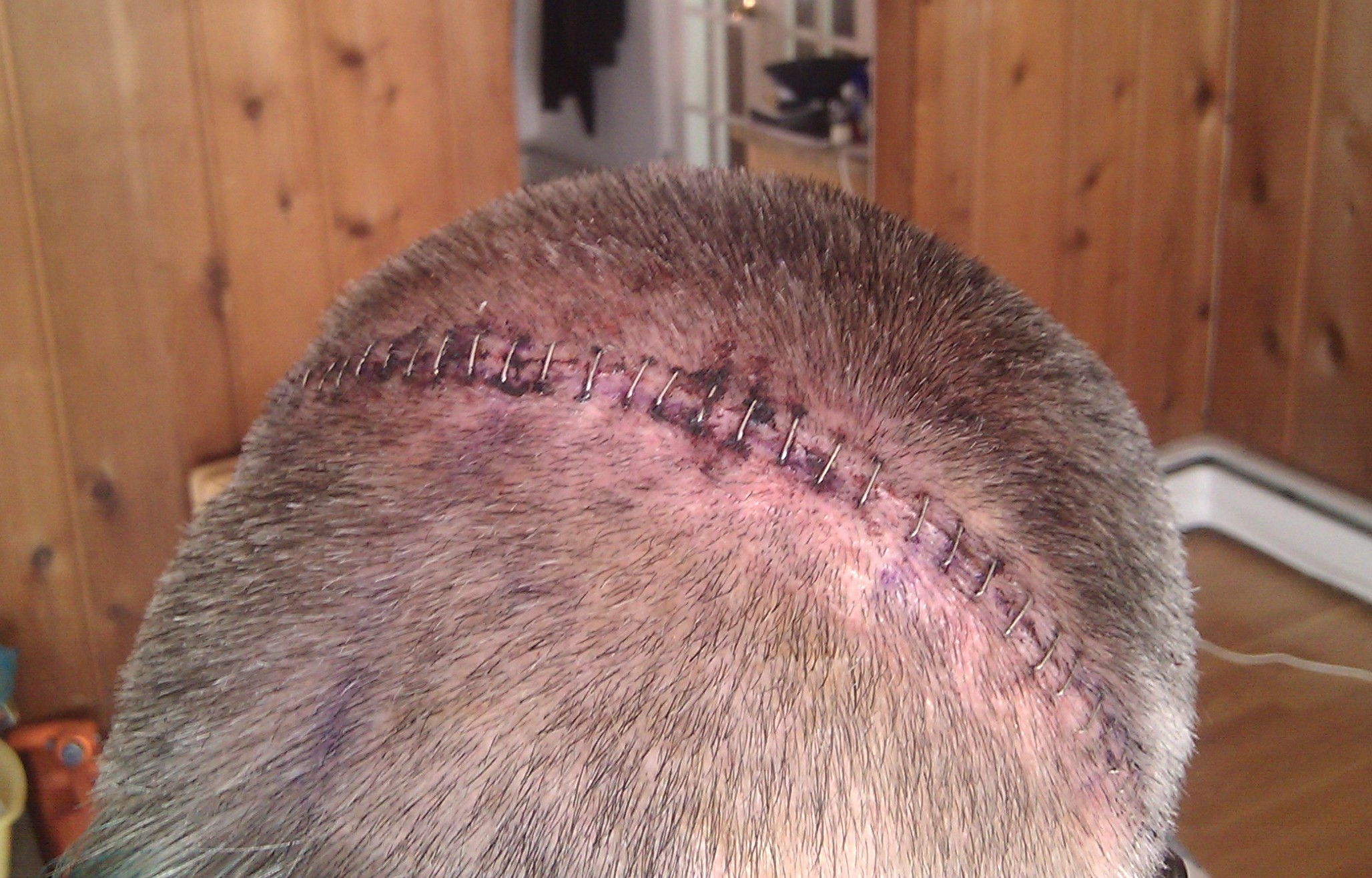
Szew mechaniczny skóry wykonany z powodu kraniotomii

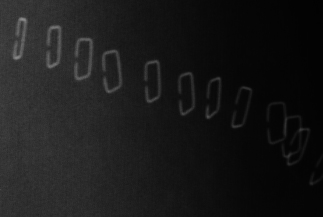
Zdjęcie RTG z widocznym szwem mechanicznym

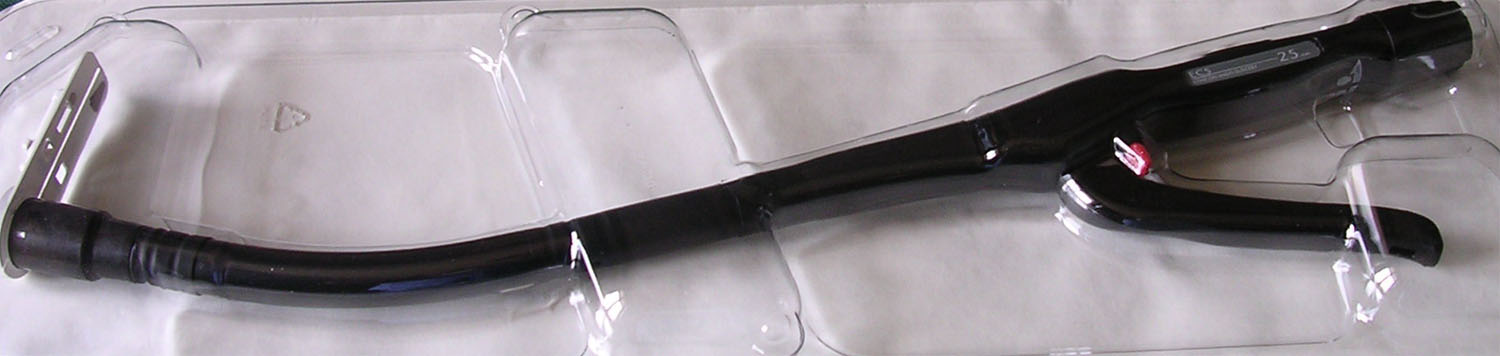
Stapler okrężny.

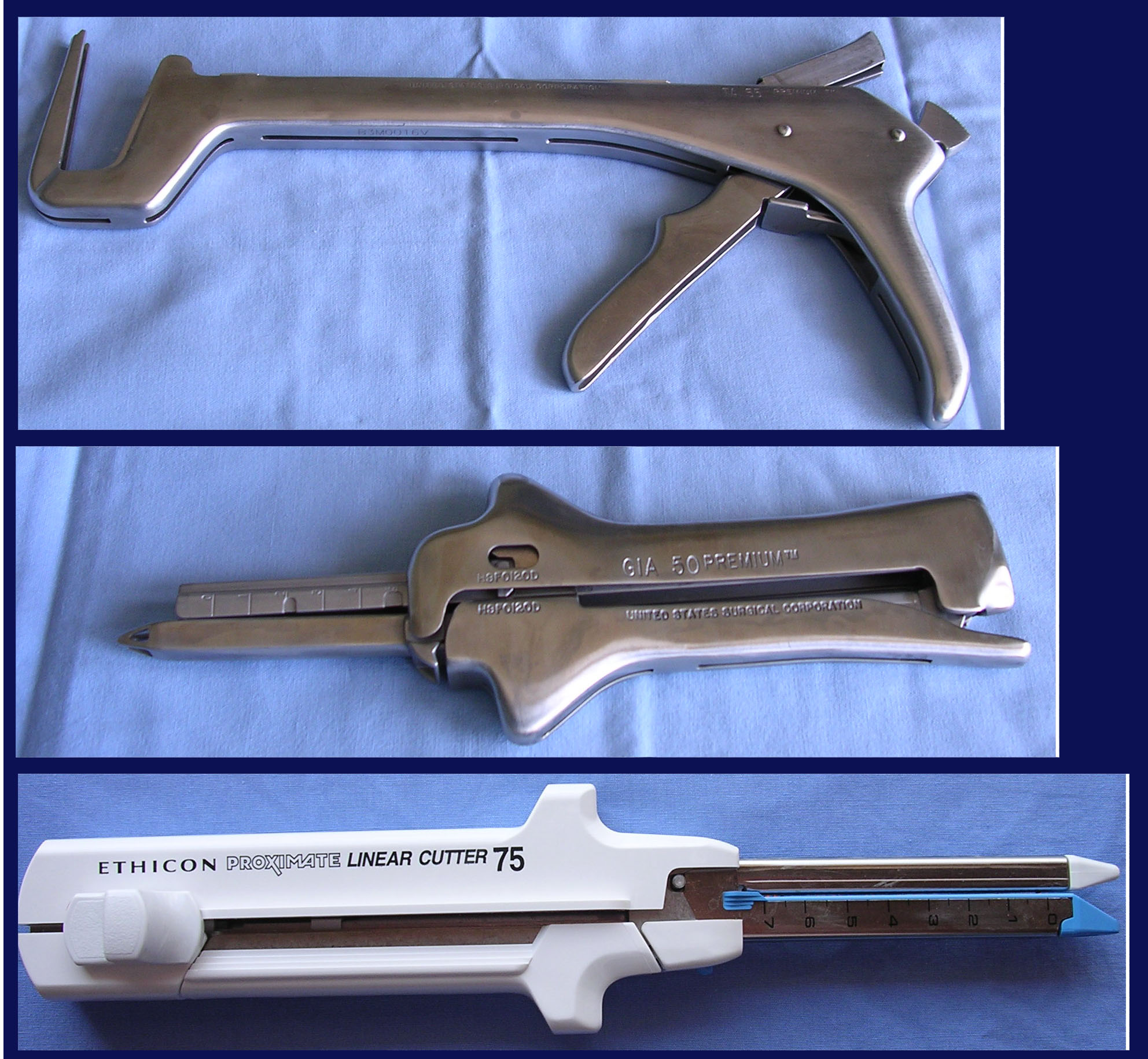
Staplery liniowe.

Szew mechaniczny (ang. stapling) – półautomatyczny sposób zespolenia tkanek w chirurgii za pomocą specjalnych zszywek (klamry), które zazwyczaj zamykają się w kształcie litery B.
Zszywki są zakładane za pomocą urządzeń nazywanych staplerami, które w szczękach aparatu chwytają dwie warstwy tkanek i zbliżają je do siebie. Zszywki po przejściu przez tkanki wyginają się na kowadełku o kształcie dostosowanym do typu staplera. Niektóre staplery posiadają odpowiednio ukształtowany nóż, który odcina niepotrzebne tkanki. Umożliwiają one szybkie zamknięcie światła „na głucho” operowanego narządu i usunięcie jego fragmentu.
Staplery umożliwiają znacznie szybsze zszywanie, skracając tym samym czas operacji. Umożliwiają również wykonanie zespoleń w trudnych miejscach oraz zmniejszają utratę krwi w czasie operacji.  

## Historia
Technikę tę zapoczątkował węgierski chirurg Hümér Hültl. Prototypowy zszywacz Hültla z 1908, który był skonstruowany do operacji resekcji żołądka, ważył 3,6 kg i wymagał dwóch godzin na złożenie i załadowanie.
Technologia została udoskonalona w latach 50. XX w. w Związku Radzieckim, co pozwoliło na wyprodukowanie pierwszych komercyjnie produkowanych zszywaczy wielokrotnego użytku do tworzenia zespoleń jelit i naczyń.
Bezpieczeństwo i drożność mechanicznych (zszytych) zespoleń jelit było i jest szeroko badane. Zespolenia szyte ręcznie są albo porównywalne, albo mniej podatne na przecieki i infekcje. Możliwe, że jest to wynik ostatnich postępów w technologii szwów, a także coraz bardziej świadomej praktyki chirurgicznej. Z pewnością nowoczesne szwy syntetyczne są bardziej przewidywalne i mniej podatne na infekcje niż katgut, jedwab i len, które były głównymi materiałami szewnymi stosowanymi do lat 90. XX w.
Jedną z kluczowych cech staplerów jelitowych jest to, że krawędzie staplera działają jak hemostatyk, ściskając brzegi rany i zamykając naczynia krwionośne podczas procesu zszywania. Ostatnie randomizowane badania kliniczne wykazały, że przy obecnych technikach szycia nie ma znaczącej różnicy w wynikach między zespoleniami zszytymi ręcznie i mechanicznymi (w tym klipsami), ale zespolenia mechaniczne są znacznie szybsze do wykonania.
U pacjentów poddawanych resekcji płuc, w których tkanka płuc jest uszczelniona staplerami, często dochodzi do pooperacyjnego przecieku powietrza. Obecnie badane są alternatywne techniki uszczelniania tkanki płucnej.

## Zalety szwu mechanicznego
- umożliwia wykonanie zespolenia w trudno dostępnych miejscach[8],
- szczelność zespolenia – szczególnie istotna w chirurgii przewodu pokarmowego i naczyniowej[8],
- niewielka traumatyzacja tkanek[9],
- niewielka łączna masa materiału szewnego pozostającego w polu operacyjnym,
- równomierne naciągnięcie tkanek – ułatwia to zachowanie prawidłowego ukrwienia rany, zmniejsza ryzyko martwicy w obrębie[9],
- skrócenie czasu operacji[9][10].

## Wady szwu mechanicznego
- wysoki koszt wykonania w porównaniu do szwu ręcznego[8],
- krwawienie z linii szwów,
- konieczność szkolenia lekarza[8],
- konieczność zapewnienia wielu rozmiarów staplerów dla potrzeb różnych operacji.

## Rodzaje staplerów
Podział według zastosowań: 
- staplery jelitowe:
  - staplery okrężne – głównym zastosowaniem są zespolenia w obrębie przewodu pokarmowego, linię szwów ustala się poprzez ułożenie zszywanych tkanek pomiędzy okrągłe kowadełko i główkę z ładunkiem zszywek.
  - staplery liniowe – służą do zamykania światła operowanego narządu. Posiadają głowicę w kształcie spłaszczonej litery "C".
  - staplery liniowe tnące – podobne do staplerów liniowych, dodatkowo posiadają nóż, który umożliwia przecięcie narządu z zamknięciem jego końców lub w przypadku zespoleń narządów jamistych „bok do boku”.
- staplery naczyniowe – służą do zamykania i przecinania naczynia
  - ładunki naczyniowe
  - klipsy naczyniowe (zakładane pojedynczo za pomocą klipsownicy)
- staplery skórne – służą do szycia skóry. Blizny cechują się dobrym efektem kosmetycznym[9][1].

Wszystkie typy staplerów mają swoje odpowiedniki dla operacji endoskopowych.
Stapler liniowy może mieć ładunki do jelit i naczyń. Ładunki różnią się wysokością zszywek po zamknięciu.

## Powikłania
- krwawienie z linii szwów – współczesne staplery są tak skonstruowane, aby miały zaprogramowaną siłę ściśnięcia zszywek. Zapobiega to zbyt silnemu ściśnięciu brzegów rany, co pogarszałoby ukrwienie i gojenie, ale jednocześnie może być przyczyną krwawienia z linii szwów[9].
- nieszczelność zespolenia prowadząca do powstania przetoki – najczęściej powstaje przy stosowaniu staplera okrężnego. Zwykle jest spowodowana błędem technicznym – zbyt duża główka aparatu nadmiernie napina tkanki, w wyniku czego dochodzi do linijnych podłużnych pęknięć. Również nadmiar tkanek poza linią szwów może być przyczyną niewygładzenia ściany jelita w chwili ściskania zszywek i nieobjęcia całej ściany linią zszywek[9]. Późne nieszczelności powstają w wyniku martwicy niedokrwiennej zespolonego jelita.
- zwężenie zespolenia – zwykle związane z błędnym doborem główki aparatu, która jest zbyt mała[9].

Odsetek powikłań krwotocznych sięga 5% operacji, nieszczelności zespoleń do 5,5%, a stenoz do 3% zabiegów.

## Zszywki

### Niewchłanialne
Do operacji na przewodzie pokarmowym i naczyniach najczęściej zakładane są zszywki (klipsy) zrobione ze stopu tytanu, wanadu i aluminium. Są najbardziej obojętne dla tkanek oraz w najmniejszym stopniu wywołują zakłócenia w badaniu MRI. 
W staplerach skórnych są stosowane zszywki ze stali nierdzewnej.

### Wchłanialne
Dostępne są również klamerki wchłanialne, które są stosowane w niektórych operacjach urologicznych i ginekologicznych. Stapler zakładający szwy wchłanialne różni się mechanizmem zakładania, który działa podobnie do igły i nitki. Wykorzystywane są bioabsorbowalne zbudowanych z homopolimerów lub kopolimerów glikolidu, kwasu glikolowego, kwasu mlekowego, laktydu, p-dioksanonu, α-kaprolaktonu i węglanu trimetylenu.

## Szczególne zastosowanie staplerów
W pewnych typach operacji staplery zyskały szczególne uznanie i są wykorzystywane w praktycznie każdym zabiegu:
- zespolenia jelita grubego w miednicy mniejszej – umożliwiają wykonanie zespolenia w warunkach, dla których zespolenie ręczne byłoby niemożliwe i wiązałoby się z koniecznością wykonania brzuszno-kroczowej amputacji odbytnicy z wykonaniem stomii[8][9][10],
- zespolenia przełykowo-jelitowe – użycie staplerów jest metodą z wyboru[8].

Staplery są również wykorzystywane w operacjach na drogach żółciowych, operacjach trzustki, płuc, operacjach ginekologicznych i urologicznych.